# Patuakhali (distrito)
Patuakhali (পটুয়াখালী, em bengali) é um distrito localizado na divisão de Barisal, no sudoeste do Bangladesh. Sua capital é a cidade de Patuakhali.

## Geografia
O distrito possui uma área total de 3204,58 km². Limita-se ao norte  com o distrito de Barisal; ao sul, com a Baía de Bengala; à leste, com o distrito de Bhola; e à oeste, com o distrito de Barguna.
A temperatura média anual máxima é de 33,3 °C e a mínima é de 12,1 °C. A precipitação média anual de chuvas é de 2506 mm.
O principais rios do distrito são Andharmanik, Agunmukha, Payra, Lohalia, Patuakhali e Tentulia.